# Плутонийтриалюминий
Плутонийтриалюминий — бинарное неорганическое соединение
плутония и алюминия
с формулой Al3Pu,
кристаллы.

## Получение
- Сплавление стехиометрических количеств чистых веществ:

{\displaystyle {\mathsf {Pu+3Al\ {\xrightarrow {1400^{o}C}}\ Al_{3}Pu}}}

## Физические свойства
Плутонийтриалюминий образует кристаллы
тригональной сингонии,
пространственная группа R 3m,
параметры ячейки a = 0,7901 нм, α = 45,81°, Z = 3.
При температуре 915°С в структуре происходит переход в фазу
тригональной сингонии,
пространственная группа R 3m,
параметры ячейки a = 0,7879 нм, α = 45,94°, Z = 3
.
При температуре 1027°С в структуре происходит переход в фазу
гексагональной сингонии,
пространственная группа P 63/mmc,
параметры ячейки a = 0,6083 нм, c = 1,4410 нм, Z = 6.
При температуре 1210°С в структуре происходит переход в фазу
кубической сингонии,
пространственная группа P m3m,
параметры ячейки a = 0,4262 нм, Z = 1,
структура типа AuCu3.
Соединение образуется по перитектической реакции при температуре ≈1400°С.

## Химические свойства
- Разлагается при нагревании:

{\displaystyle {\mathsf {Al_{3}Pu\ {\xrightarrow {>1400^{o}C}}\ Al_{2}Pu+Al}}}